# 대명사
대명사(代名詞, 영어: pronoun)는 품사 중의 하나로 명사나 수사 등의 체언을 대신해서 쓰이는 품사이다. 한국어에서는 크게 인칭대명사와 지시대명사로 나뉜다. 영어와 같은 언어에서는 사람, 동물, 사물을 대신하는 인칭대명사, 사물이나 처소 등을 이르는 지시대명사, 재귀대명사, 소유대명사, 관계대명사 등으로 나뉜다.

## 한국어의 대명사

### 인칭대명사
인칭대명사(문화어: 사람대명사)는 사람을 가리키는 대명사이다.
- 제1인칭대명사: 말하는 사람, 즉 화자를 가리킬 때 주로 쓰이는 대명사로, 나, 저, 우리, 저희 등이 있다.
- 제2인칭대명사: 듣는 사람, 즉 청자를 가리킬 때 주로 쓰이는 대명사로, 너, 너희, 당신, 그대 등이 있다.
- 제3인칭대명사: 화자도 청자도 아닌 제 3자나 앞의 나온 사람을 받을 때 쓰이는 대명사로, 그, 그들, 이들, 저들 등이 있다.
- 재귀대명사: 앞에 나온 대명사의 되풀이를 피할 때 쓰이는 대명사로, 자기, 저, 당신 등이 있다.
- 미지칭대명사: 모르는 사람을 가리킬 때 주로 쓰이는 대명사로, 누구 등이 있다.
- 부정칭대명사: 정해지지 않은 사람을 가리킬 때 주로 쓰이는 대명사로, 누구, 아무 등이 있다.

### 지시대명사
지시대명사(문화어: 가리킴대명사)는 사물이나 방향, 장소 등을 가리키는 대명사로, 화자와 청자와의 거리에 따라 근칭, 중칭, 원칭으로 나뉜다.
- 근칭대명사: 주로 ‘이’가 붙은 이것, 여기, 이리 등으로 화자에게 가깝거나 화자의 관심대상을 가리킨다.
- 원칭대명사: 주로 ‘저’가 붙은 저것, 저기, 저리 등으로 청자와 화자 둘 다에게 멀거나, 청자의 관심 밖 대상을 가리킨다.
- 중칭대명사: ‘그’가 붙은 그것, 거기, 그리, 그 등으로 청자의 관심에 있거나, 청자에게 가까운 대상을 가리킨다.

가리키는 대상에 따라 나누면 다음과 같다.
- 사물대명사: 주로 사물을 가리키는 대명사로 이것, 저것, 그것, 무엇 등이 있다.
- 장소대명사: 주로 장소를 가리키는 대명사로 여기, 저기, 거기, 어디 등이 있다.
- 방향대명사: 주로 방향을 가리키는 대명사로 이리, 저리, 그리 등으로 설정하나, ‘이리가’, ‘저리를’처럼 격조사가 붙기 어려운 성격 때문에 대명사보다는 부사에 가깝다고 할 수 있다.

- 미지 지시대명사: 모르는 사물, 장소, 방향을 가리키는 대명사로 무엇, 어디 등이 있다.
- 부정 지시대명사: 정해지지 않은 사물, 장소, 방향을 가리키는 대명사로 아무것, 아무데 등이 있다.

### 한국어의 대명사의 특징
- 한국어의 인칭 대명사는 영어 등 서양 언어의 인칭 대명사에 비해 자주 사용되지 않으며, 높임법의 발달에 따라 높임의 대명사가 따로 존재한다는 점이 특이하다.
- 1인칭, 2인칭, 3인칭 대명사의 복수형은 단수형에 복수 접미사 ‘-들’이 항상 결합되어 형성되지는 않는다.
- 한국어 대명사 중에는 조사가 융합되어 있어 분리가 쉽지 않은 예가 있다.

## 같이 보기
- 명사

## 참고 문헌 및 링크
- 장경희, 「대명사」, 《새국어생활》, 2002